# Recklin

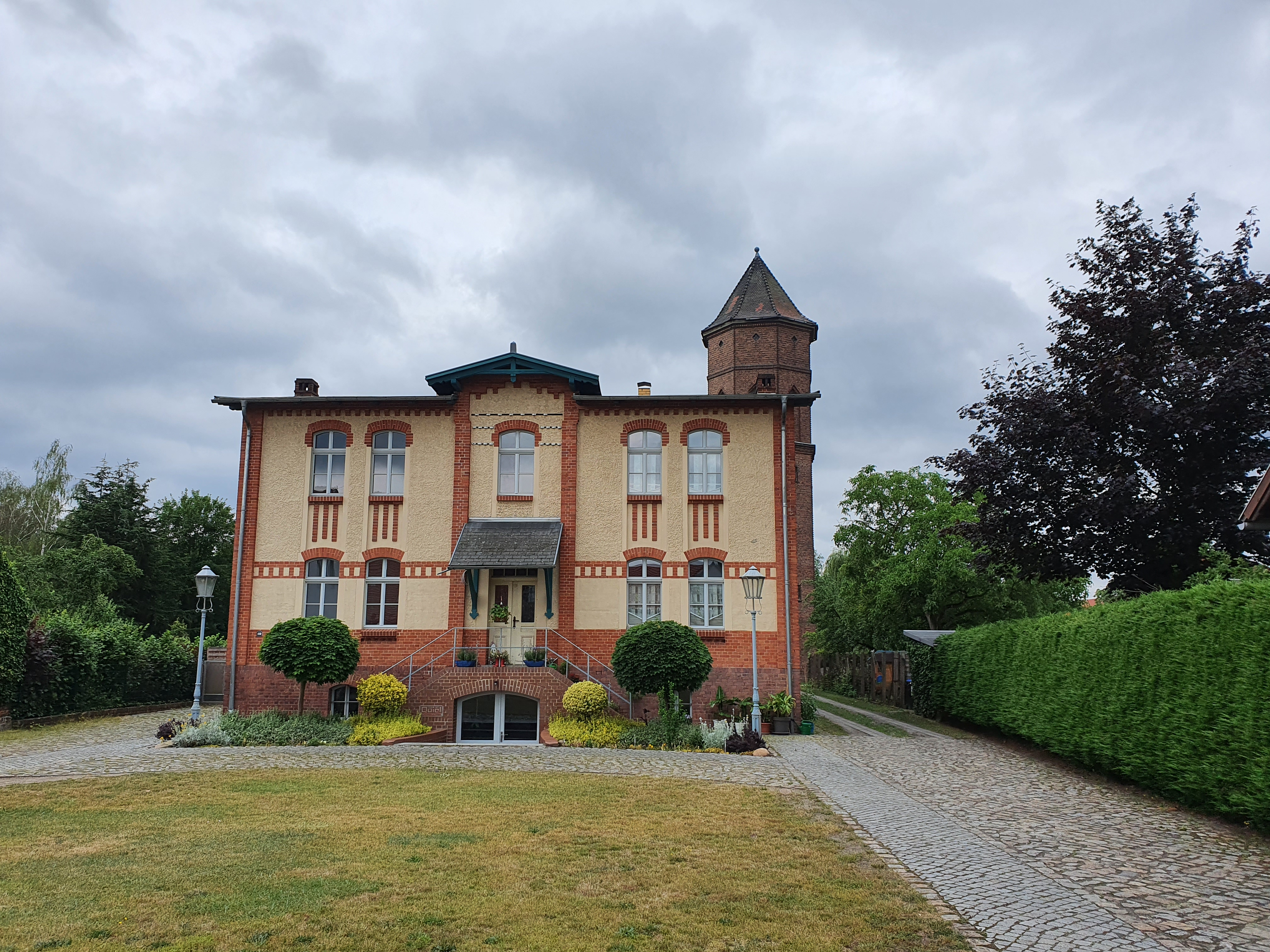
Das historische Elektrizitätswerk von Lübbenau befindet sich in der Max-Plessner-Straße, deren Bebauung historischen Recklin entspricht.

Recklin, niedersorbisch Reklin, ist ein historischer Vorort von Lübbenau, der im 16. Jahrhundert gegründet und im Jahr 1688 zusammen mit den Dörfern Berge, Haag und Kampe in die Stadt Lübbenau eingegliedert wurde. Er ist heute vollständig im Zentralort aufgegangen.

## Lage
Recklin lag in der Niederlausitz und im südlichen Teil des Spreewaldes. Der Ort befand sich in etwa im Bereich der heutigen Max-Plessner-Straße. Unmittelbar nördlich liegt die Altstadt von Lübbenau, östlich der Ort Lehde und westlich der Ort Stottoff.

## Geschichte
Ein Flurstück mit dem Namen Reckling an der Lage des Dorfes wurde im Jahr 1496 erstmals urkundlich erwähnt, war zu diesem Zeitpunkt aber noch unbebaut. Erst als die Standesherrschaft Lübbenau zu Beginn des 16. Jahrhunderts in den Besitz der Adelsfamilie von der Schulenburg kam, wurde auf dem Flurstück eine Siedlung errichtet. Dort wurden daraufhin mehrere Leineweber angesiedelt. Auf alten Karten ist die Anlage von Recklin als Sackgassendorf erkennbar. Der Ortsname geht auf das sorbische Wort rakolin zurück und bedeutet in etwa „Ort der Krebsfänger“.
Bis 1635 gehörte Recklin zum Markgraftum Niederlausitz und war somit Teil der Länder der böhmischen Krone, durch den Frieden von Prag kam der Ort dann an das Kurfürstentum Sachsen. Am 14. Mai 1688 wurde Recklin zusammen mit den ebenfalls vor Lübbenau gelegenen Orten Berge, Haag und Kampe in das Lübbenauer Stadtgebiet aufgenommen. Seit 1806 gehörte Recklin zum neu gebildeten Königreich Sachsen. Noch zu Beginn des 19. Jahrhunderts wurde der Ort als Dorf gelistet, eingepfarrt war Recklin seit jeher in die Kirchengemeinde St. Nikolai in Lübbenau. Nach dem Beschluss der Teilung des Königreiches Sachsen auf dem Wiener Kongress ging Recklin an das Königreich Preußen über. Bei der Gebietsreform im folgenden Jahr kam Recklin zum Kreis Calau in der Provinz Brandenburg. 1820 hatte Recklin 121 Einwohner.
Laut der Topografisch-statistischen Übersicht des Regierungsbezirks Frankfurt a.d.O. aus dem Jahr 1844 gab es in Recklin zu dieser Zeit 27 Wohngebäude, der Ort hatte insgesamt 148 Einwohner. Bis 1856 stieg die Einwohnerzahl in Recklin auf 168. In der darauf folgenden Zeit wurde die Einwohnerzahl von Recklin nicht mehr gesondert erhoben, mindestens ab 1867 tauchte der Ort nicht mehr in den topografisch-statistischen Handbüchern auf. Im Jahr 1905 wurde auf dem Ortsgebiet von Recklin ein Elektrizitätswerk gebaut, das die Stadt Lübbenau mit Licht und Strom versorgte. Zu DDR-Zeiten gehörte das Gebiet von Recklin zum Kreis Calau im Bezirk Cottbus und nach der Wiedervereinigung zum Landkreis Calau im Land Brandenburg. Der Landkreis Calau ging am 6. Dezember 1993 im neuen Landkreis Oberspreewald-Lausitz auf.